# Неуролошки симптоми код пацијената са инфекцијом ковид-19
Неуролошки симптоми код пацијената са инфекцијом ковид-19 су уобичајени код, али патогенеза централног нервног система (ЦНС) је нејасна, а вирусна РНК се ретко открива у цереброспиналној течности (ЦСФ). У студији спроведсној код одраслих Швеђана са инфекцијом ковид-19 и неуролошким симптомима, у поређењу са контролним учесницима, вирусни антиген је био детектован у цереброспиналној течности и био је у корелацији са имунолошком активацијом централног нервног система. Пацијенти са ковидом-19 имали су знаке неуроаксоналне повреде, а неуросимптоматски пацијенти су имали израженији инфламаторни профил који се не може приписати разликама у тежини ковида-19. Најчешћи симптоми након шест месеци од прележане болести били су оштећење памћења и смањена концентрација. Ови резултати наглашавају клиничку важност неуролошких симптома и сугеришу да вирусне компоненте могу допринети имунолошким одговорима централног нервног система без директне вирусне инвазије.

## Општа разматрања
Неуролошки симптоми су чести код пацијената хоспитализованих са ковидом-19 и укључују:
- аносмију,
- енцефалопатију,
- енцефалитис и
- цереброваскуларне манифестације, укључујући мождани удар.[3][4][5]

Предложено је неколико механизама који доприносе патогенези промена код централног нервног система (ЦНС), укључујући:
- директно оштећење узроковано вирусном инвазијом централног нервног система,
- директне или индиректне последице системског инфламаторног одговора,
- вирусну интеракцију са неуроваскуларном јединицом,
- микроваскуларне повреде и
- тромбоемболијски догађаји.[6][7]

Неуроинвазивни капацитет САРС-КоВ-2 је упитан? Иако се сугерише да вирус уђе у централног нервног система преко олфакторних сензорних неурона, неуропатолошке студије, показале су опречне резултате. Штавише, откривање вируса у можданом ткиву је често спорадично, ниског нивоа и није јасно повезано са неуропатолошким знацима инфекције.
У цереброспиналној течности (ЦСФ), вирусна РНК се може открити на веома ниским нивоима само у неколико случајева, а карактеристични знаци неуротропних вирусних инфекција (плеоцитоза ЦСФ и повреда крвно-мождане баријере) су често благи или одсутни.  Иако се вирусна РНК ретко открива, интратекална имунолошка активација је била препознатљива карактеристика код пацијената са неуролошким симптомима. Биомаркерски знаци неуроаксоналне повреде су такође примећени, најочигледнији код пацијената са енцефалитисом или можданим ударом.
Узрок имуног одговора цереброспиналне течности код инфицираних особа ковидом-19 у одсуству вирусне РНК који се може детектовати није јасан. САРС-КоВ-2 вирусни нуклеокапсидни антиген (Н-Аг) може се открити у плазми током акутне фазе инфекције и потенцијално је користан као дијагностички и прогностички маркер код ковида-19.   Међутим, мало се зна о присуству вирусних антигена у цереброспиналној течности. 
Иако су потребне потврдне студије које процењују значај детекције вирусног антигена у ЦСФ, ови резултати сугеришу да вирусне компоненте могу допринети имунолошком одговору централног нервног система без директне вирусне инвазије у ЦСФ одељак, што би делимично могло да објасни очигледну неслагање између оскудице вирусне РНК ЦСФ-а. откривање и изражен инфламаторни одговор ЦНС-а уочен код пацијената са ковид-19 са неуролошким симптомима.

## Значај
Резултати ове студије  наглашавају важност неуролошких симптома, укључујући енцефалопатију. Ови налази имају важне потенцијалне импликације за клиничко лечење пацијената са ковидом-19, укључујући употребу антивирусних терапија, као и за континуирану важност укључивања анализа ЦСФ у будуће студије патогенезе централног нервног система и стратегија лечења.